# Obóz NKWD w Trzebusce
Obóz NKWD Trzebuska – obóz koncentracyjny zorganizowany przez NKWD w sierpniu 1944 roku w pobliżu Sokołowa Małopolskiego dla pojmanych polskich żołnierzy Armii Krajowej, dezerterów sowieckich i cywilów. Działał do połowy listopada 1944 roku. Podczas likwidacji obozu w październiku 1944 roku część więźniów wywieziono na Sybir, a część została stracona w lasach pod pobliską miejscowością Turzą. Miejsce egzekucji nazwano „Małym Katyniem”.

## Historia
Obóz został zorganizowany niemal natychmiast po wkroczeniu sowietów do miejscowości 26 lipca 1944 roku, będąc poszerzeniem aresztu śledczo-wydobywczego, i miał pomieścić liczne osoby podejrzane o wrogość wobec ZSRR zatrzymane na terenach zdobytych przez 1 Front Ukraiński pod dowództwem Iwana Koniewa.
Uruchomiony z osadzeniem pierwszych więźniów już 15 sierpnia 1944 roku, miał formę pięciu ziemianek będących prostokątnymi dołami 6 na 4 m, o głębokości ponad 2 m, zabezpieczonymi od osunięć drewnianymi okrąglakami i zadaszonymi ponad poziomem ziemi z jedynym otworem w dachu, przez który był dostęp do drabiny wpuszczanej w dół; otwór ten był jednocześnie jedynym źródłem świeżego powietrza. Obszar obozu zajmował ok. 50 arów na pastwisku gminnym we wsi Trzebuska, który wraz z całym terenem aż do rzeki ogrodzono wysokim na ponad 2 m podwójnym płotem z drutu kolczastego. Straż pełnili żołnierze jednostki NKWD z psami.
Stojący w środku obozu budynek Domu Spółdzielczego również przystosowano do celów więzienia, zabijając okna deskami i wycinając w drzwiach okrągłe wizjery do podglądu. Tak tu, jak i w ziemiankach rozrzucono na podłogi siano z wielkiego stogu pośrodku pastwiska, na którym spali więźniowie stłoczeni tak, że musieli się układać do snu, leżąc bokiem.

### Więźniowie
Każda z ziemianek mieściła około 20 ludzi, zaś w Domu Spółdzielczym stłoczono w czterech pomieszczeniach około 150–200 więźniów. Przebywali oni w obozie na ogół krótko, mianowicie około jednego miesiąca, co określa liczbę około 250 ludzi przetrzymywanych jednocześnie ludzi, zaś w ciągu całego działania obozu przebywało w nim około 1700–2000 osób. Oficerowie NKWD zamordowali w obozowym miejscu kaźni, w lesie we wsi Turza, około 300 osób.
Więźniami byli głównie AKowcy należący do Podokręgu Rzeszowskiego AK pojmani podczas akcji „Burza”, w szczególności uczestnicy powstania lwowskiego oraz śpieszący na odsiecz powstaniu warszawskiemu. Prócz nich więziono tu m.in. dezerterów z Armii Czerwonej i z Ludowego Wojska Polskiego.

### Los więźniów obozu
Celem obozu było szybkie zakorzenienie władzy sowieckiej, którą Polski Komitet Wyzwolenia Narodowego (PKWN) uprawnił do wydawania i wykonywania wyroków na terenach zdobytych. Odosobnieni więźniowie byli przesłuchiwani od kilku do kilkunastu godzin w obejściach pobliskich obozowi, z których NKWD przeważnie wysiedliło właścicieli, po czym więźniowie nie wracali już do ‘swoich’ miejsc, lecz albo do innych albo do ziemianki numer dwa, gdzie oczekiwali na śmierć. Wielu wcielano przymusowo do Armii Berlinga. Oficerów najczęściej zsyłano w głąb ZSRR. Przesłuchania odbywały się z udziałem enkawudzistów z załogi obozu oraz przyjeżdżających najczęściej w czwartki enkawudzistów z Sokołowa Małopolskiego. Również w czwartki najczęściej odczytywano wyroki przez otwartą klapę włazu ziemianki, a na miejsce kaźni ofiary wywożono już ze skrępowanymi z tyłu rękami ciężarówkami do lasków Turzy (ok. 3 km od obozu), gdzie mordowano ich obnażonych strzałem w tył głowy albo, dla oszczędności nabojów, przez poderżnięcie gardła, często obwiązanego strzępami ubrania, aby zmniejszyć krwawienie. Zamordowanych układano warstwami we wcześniej wykopanych dołach i zakopywano, zacierając ślady.

### Koniec obozu
AK nagłośniło działanie obozu w Trzebusce – Turzy ulotkami rozrzuconymi po okolicy, co najpewniej spowodowało przyjazd Iwana Koniewa, po którego rozmowie z komendantem obozu (tytułowanym „pułkownikiem kompanijnym”) obóz zlikwidowano, zacierając wszelkie ślady materialne. Pierwszych odgrzebań mogił pomordowanych dokonało AK jeszcze w 1944 roku, potwierdzając wcześniejsze doniesienia o szczegółach tego ludobójstwa, zaś na początku lat 90. XX wieku ekshumowano 5 mogił, w których odkryto szczątki 17 osób. Tożsamość niektórych zamordowanych udało się potwierdzić, m.in. 3 żołnierzy placówki AK w Ropczycach.

## Śledztwo IPN
Śledztwo zbrodni popełnionych w Trzebusce – Turzy prowadziła Oddziałowa Komisja Ścigania Zbrodni przeciwko Narodowi Polskiemu Instytutu Pamięci Narodowej w Rzeszowie, umarzając je jednak 7 maja 2004 roku – nie będąc w stanie udokumentować popełnionych zbrodni wobec całkowitego braku współpracy ze strony archiwów w Rosji i na Ukrainie - w Kijowie, gdzie prawdopodobnie przechowane mogą być dokumenty podające szczegóły zbrodni.